# Belk (warenhuis)
Belk, Inc. is een Amerikaanse warenhuisketen die in 1888 werd opgericht door William Henry Belk in Monroe, North Carolina, met bijna 300 vestigingen in 16 staten. Belk-winkels en Belk.com bieden kleding, schoenen, accessoires, cosmetica, woninginrichting en trouwlijsten.

## Geschiedenis

### Vroege geschiedenis

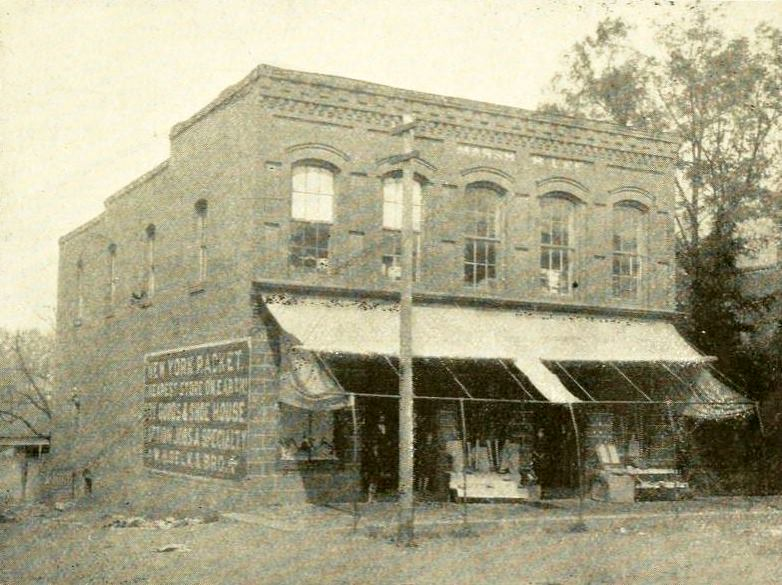
De eerste Belk, opgericht als New York Racket, in 1902

Belk werd in 1888 opgericht door William Henry Belk in Monroe, North Carolina, buiten Charlotte. De winkel heette eerst New York Racket en vervolgens Belk Brothers, nadat Belk zijn broer, arts John Belk, tot zijn partner had gemaakt. Belk kocht grote volumes in om de besparingen door te geven en verkocht tegen vaste prijzen, wat destijds een relatief ongebruikelijke praktijk was.

### 1900
In 1909 had het bedrijf zijn hoofdkantoor naar Charlotte verplaatst en had een enorme vlaggen lagshipstore gebouwd aan Trade and Tryon Streets in het centrum van Charlotte, dat het hoofdkantoor van het bedrijf zou blijven tot het in 1988 werd gesloten om plaats te maken voor de bouw van wat nu Bank of America is. Amerikaans bedrijfscentrum . Het bedrijf groeide gestaag en vertrouwde op "koopjes" en reclame om het bedrijf te laten groeien en zijn invloed in het hele Zuiden te vergroten.
Het bedrijf Belk begon in 1921 met de Leggett Bros.-winkels in South Boston, Virginia, en groeide door te investeren in verschillende partnerschappen met lokale handelaren op nabijgelegen locaties. De groei van Belk in het zuidoosten werd gestimuleerd door Earl Jones Sr. onder de naam Belk-Jones, dat in 1947 de eerste Belk ten westen van de Mississippi opende. De familie Jones breidde de aanwezigheid van Belk-Jones verder uit in het westen. Dit complexe ontwikkeling van het bedrijf is beschreven in een boek uitgegeven door Belk – Belk, Inc.: The Company and the Family That Built It.

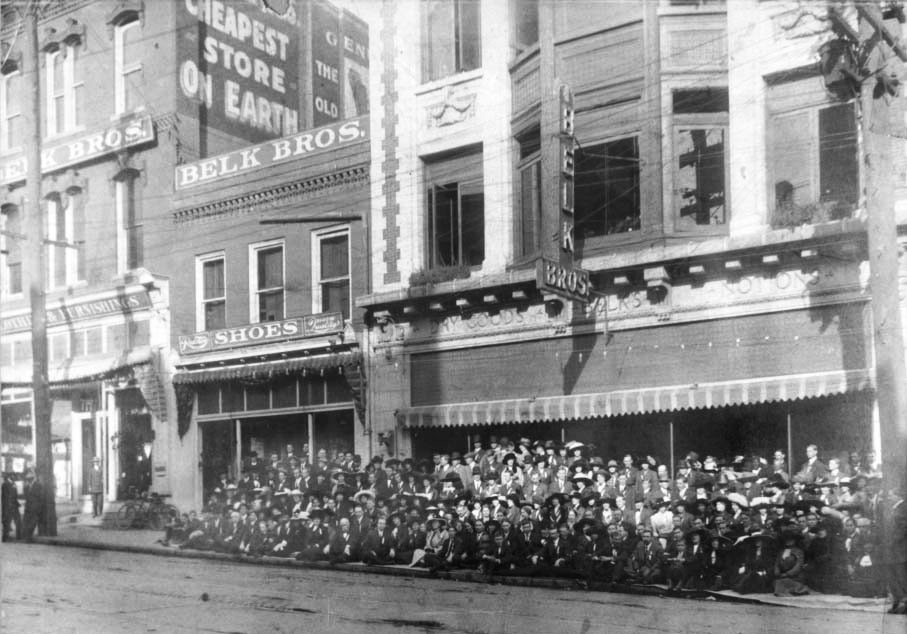
Belk Bros.-winkel in Charlotte, North Carolina, (ca. 1910)

Dankzij deze structuur kon Belk snel uitbreiden en was er ruimte voor lokale variatie, maar het resulteerde ook in een verwaterde merkidentiteit, omdat de meeste winkels een gecombineerd merk hadden. In de jaren negentig werd het systeem steeds onhoudbaarder: de winkels waren in handen van meer dan 350 afzonderlijke rechtspersonen, de familie Belk was het oneens over de vraag of de structuur behouden moest blijven of moest worden afgeschaft en enkele lokale partners bedreigden de stabiliteit door hun belangen te verkopen. Zo verkochten de erfgenamen van John G. Parks, meerderheidsaandeelhouders van de Parks-Belk-keten, hun belangen aan Proffitt's, een concurrent. De Belks verkochten hun belang al snel, maar Belk zou de winkels later weer terugkopen als onderdeel van de overname van de gehele Proffitt's-keten. Toen Proffitt een bod deed op het belang van de familie Leggett, dat 42 winkels omvatte die goed waren voor ongeveer 20 procent van de omzet van Belk, werden John en Tom Belk in 1996 gedwongen om te reageren door een nieuw bedrijf op te richten dat de Leggetts uitkocht. Deze stap versnelde de langzame trend van consolidatie van het eigendom van de winkel onder de Belks. 
In april 1997 sloot Belk haar kleinste winkel, gelegen in Chesterfield, South Carolina. In 1998 vormde het bedrijf een nieuwe entiteit (Belk, Inc.) die de 112 resterende Belk-bedrijven fuseerde, waarbij de lokale belangen van de bestaande partners werden geruild voor aandelen in de gecombineerde entiteit; zo kreeg de familie Hudson uit Raleigh bijna 5% van de aandelen. Datzelfde jaar sloot Belk een deal om zeven Dillard's-locaties over te nemen in ruil voor negen Belk-filialen, zodat elk van hen kon voortbouwen op de regionale sterke punten. Belk schafte de dubbele warenhuisformules geleidelijk af en rondde het proces in het najaar van 2010 af met een rebranding van de hele Belk-keten.

### Jaren 2000

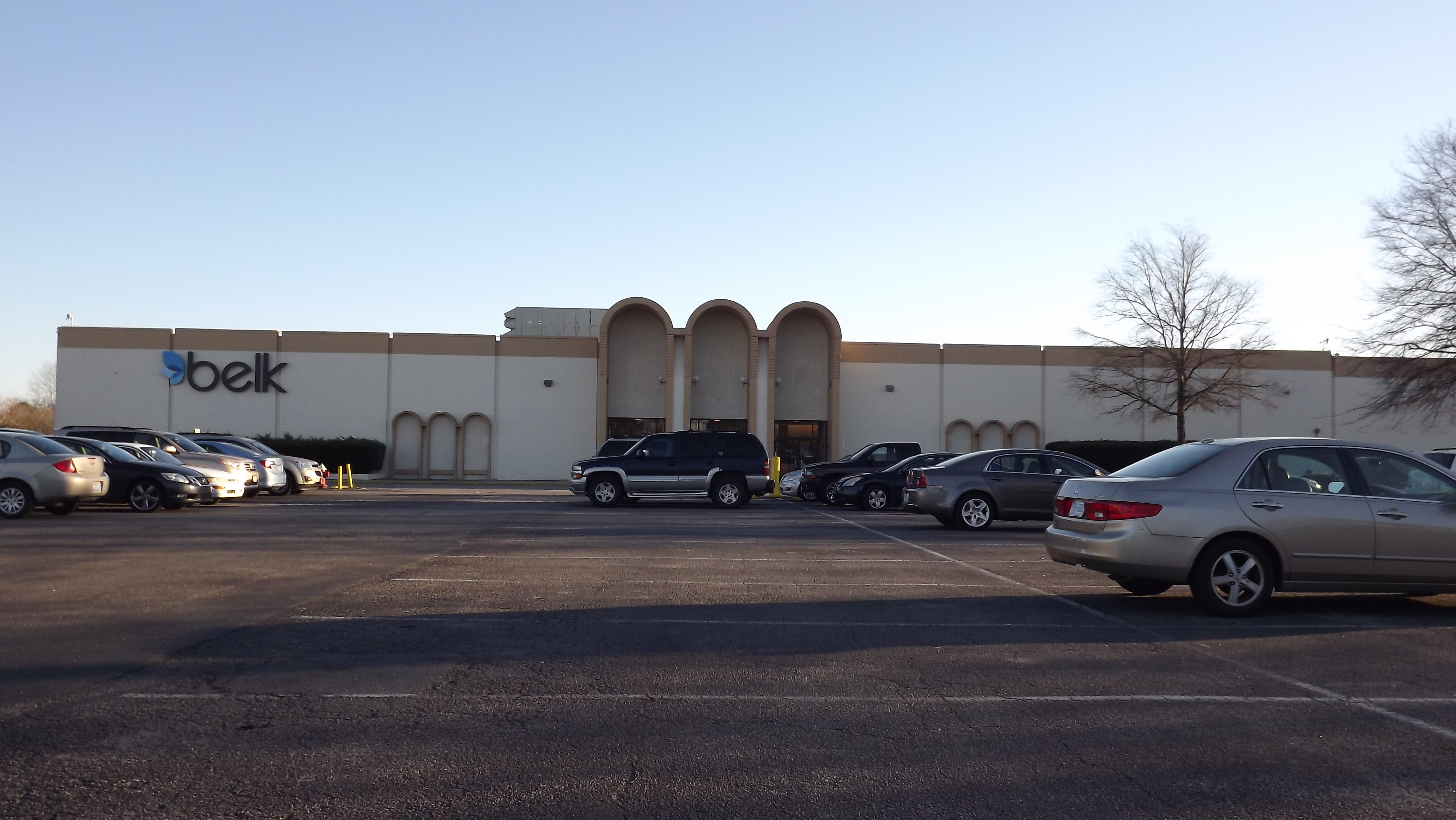
Een van de eerste prototypewinkels uit de jaren 1960 met de kenmerkende Belk-bogen, Southgate Mall, Elizabeth City, North Carolina (2015)

Op 5 juli 2005 voltooide Belk de aankoop van 47 Proffitt's en McRae's warenhuizen van Saks, Inc., in voornamelijk Tennessee en Mississippi. Op 8 maart 2006 werden 39 Proffitt's- en McRae's-winkels gedegradeerd tot de Belk-formule. Iets meer dan een jaar later, op 2 oktober 2006, kocht Belk 38 Parisian-warenhuizen van Saks. Hoewel de meeste Parisian-winkels vanaf 12 september 2007 werden gedegradeerd tot de Belk-formule, werden enkele Parisian-winkels door dubbelingen in het filialennet gesloten, zoals in  The Mall at Barnes Crossing in Tupelo, Mississippi, in de Richland Mall (toen bekend als Midtown at Forest Acres), Columbiana Centre in Columbia, South Carolina en in de Citadel Mall in Charleston, South Carolina. 
Vier Parisian-winkels in Indiana, Michigan en Ohio, plus een winkel die op dat moment in aanbouw was in Michigan, werden door Belk verkocht aan The Bon-Ton Stores, Inc. Het integreren van de grotere, chiquere Parsian winkels bleek een uitdaging voor Belk en leidde tot de oprichting van de vlaggenschipstrategie van het bedrijf. 
In het vierde kwartaal van 2005 voltooide Belk de verkoop van zijn private-label creditcarddivisie, Belk National Bank, aan de GE MoneyBank, een divisie van GE Consumer Finance. Consumenten kregen nieuwe Belk-creditcards ter vervanging van de oude kaarten die door BNB werden uitgegeven. Alle nieuwe Belk-kaarten worden uitgegeven door de GE MoneyBank, nu bekend als Synchrony Bank.

### Jaren 2010

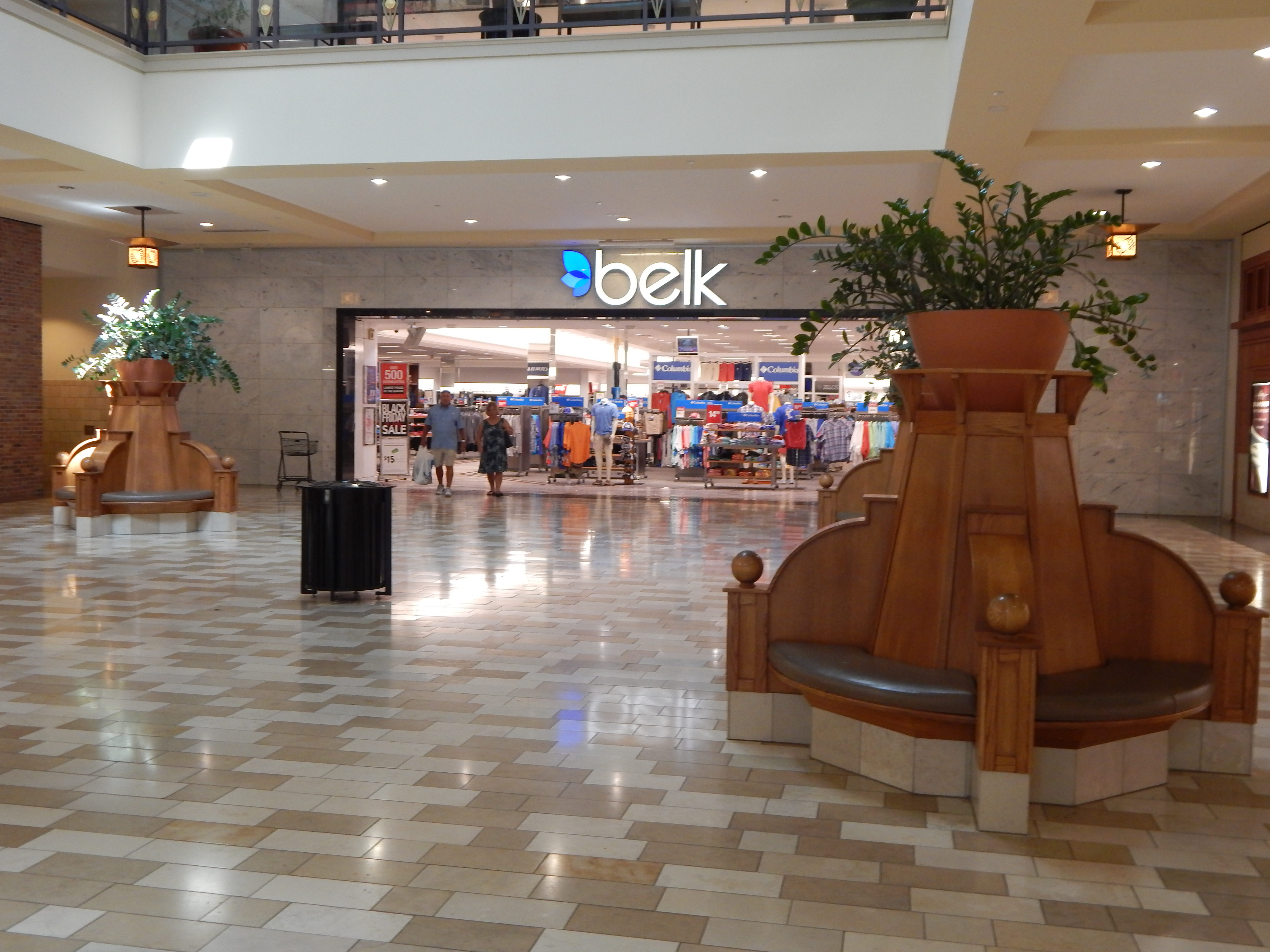
Belk in de Mall of Georgia in Buford, Georgia (2019)

Op 3 oktober 2010 meldde de News &amp; Observer dat Belk van plan was zijn logo te vernieuwen. Op 12 oktober introduceerde Belk in de SouthPark Mall het nieuwe logo, de eerste wijziging sinds 1967. De keten begon aan een marketingcampagne van $70 miljoen, waarbij de oude slogan "All for You!" werd vervangen door een nieuwe slogan: "Modern. Southern. Style." Zestig winkels werden in de eerste fase voorzien van de nieuwe huisstijl. De overige filialen kregen in de loop van 2011 de nieuwe huissttijl. In advertenties voor sieraden van Belk & Co. werd nog steeds een variatie op het oude logo gebruikt.
In 2014 had de keten 293 winkels in 16 staten, goed voor een omzet van $ 4 miljard. De staat North Carolina staat bovenaan wat betreft het aantal Belk-winkels met 65 winkels, gevolgd door Georgia en South Carolina met respectievelijk 45 en 35 winkels.  Een typische winkel beslaat 9.250 m² tot 16.500 m². De helft van de winkels bevindt zich in regionale winkelcentra, nog eens 40% in niet-overdekte winkelgebieden of winkelparken, en 10% in net-overdekte lifestyle-centra.

### Overname door Sycamore Partners

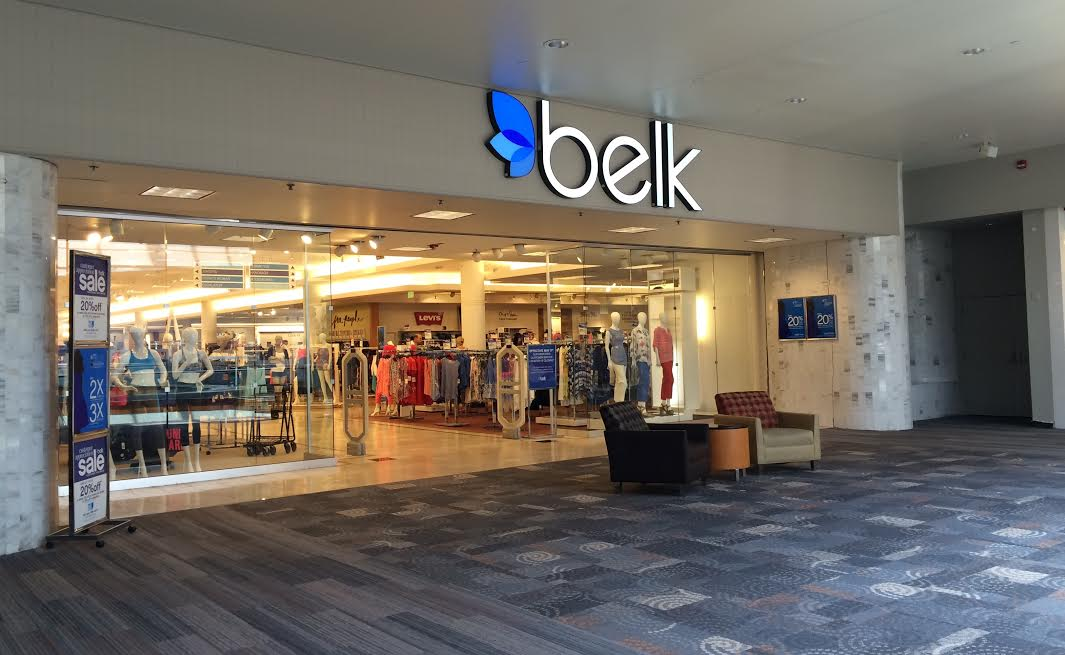
Belk-winkel in de Haywood Mall in Greenville, South Carolina (2016)

Op 3 april 2015 onthulden nieuwsberichten dat Belk ‘strategische alternatieven’ onderzocht, waaronder een mogelijke verkoop van het bedrijf. 
Op 24 augustus 2015 maakte Belk bekend dat het een definitieve fusieovereenkomst had gesloten om te worden overgenomen door het in New York gevestigde private equity-bedrijf Sycamore Partners. De overname werd afgerond op 10 december 2015. 
Op 29 juni 2016 maakte Belk bekend dat Lisa Harper, CEO van Hot Topic (een ander bedrijf van Sycamore Partners), per 5 juli Tim Belk zou vervangen als CEO van Belk. Dit zou de eerste keer zijn sinds de oprichting van het bedrijf dat een niet-Belk-familielid het bedrijf zou leiden. 
Ook al deed Belk diverse overnames, de online-activiteiten van de keten bleven beperkt. Artikelen als beddengoed, kleine keukenapparatuur, kristal, servies en porselein, werden al jarenlang aangeboden aan online shoppers via de online bruids- en cadeaulijst van de keten. Op 15 september 2008 vernieuwde de keten haar website. 
Een ander streven is om productlijnen van beroemdhedenmerken op de markt te brengen, zoals een samenwerking met actrice Kristin Davis voor een dameskleding- en accessoirecollectie die in het najaar van 2008 in 125 winkels en online werd gelanceerd. Deze productlijn werd echter eind 2009 stopgezet.
In juli 2020 werd aangekondigd dat Sycamore Partners een bod van $1,75 miljard had gedaan om warenhuisketen en concurrent J.C. Penney uit een faillissement over te nemen. Volgens de voorwaarden van het plan zouden tweehonderdvijftig J.C. Penney-winkels worden omgedoopt tot Belk in een poging om rechtstreeks met Macy's te concurreren, terwijl de resterende J.C. Penney-winkels zouden worden geliquideerd. J.C. Penney werd uiteindelijk overgenomen door Brookfield Property Partners en de Simon Property Group.

### 2021: Eendaags faillissement
Op 20 januari 2021 werd aangekondigd dat KKR en andere grote kredietverstrekkers in gesprek waren met Belk om te voorkomen dat de keten failliet zou gaan, nadat ze een deal hadden voorgesteld waarbij een deel van Belks schuld van $ 2,6 miljard zou worden omgezet in eigen vermogen en Sycamore een eigendomsbelang zou behouden.
Op 26 januari 2021 werd aangekondigd dat Belk faillissement zou aanvragen volgens Hoofdstuk 11. Tijdens het faillissementsproces zou Belk normaal blijven opereren. Sycamore verwachtte dat het bedrijf eind februari 2021 uit het faillissement zou stappen. Sycamore zou de meerderheidscontrole over Belk behouden, terwijl de private equity-bedrijven KKR en Blackstone een minderheidsbelang in het bedrijf zouden krijgen nadat het failliet was gegaan. Het plan zou ongeveer $ 450 miljoen aan schulden liquideren en $ 225 miljoen aan nieuw kapitaal aantrekken, zonder dat er ontslagen van werknemers of sluitingen van winkels worden verwacht. 
Op 23 februari 2021 werd aangekondigd dat Belk faillissement had aangevraagd in Houston. Dit was de eerste stap in een reorganisatieplan waarmee Sycamore Partners, de eigenaar van Belk, een groot deel van het bedrijf aan zijn schuldeisers kon overdragen, terwijl het de controle over het bedrijf behield. Als het faillissementsplan werd goedgekeurd, kreeg Belk nieuw kapitaal en werd de schuldenlast met ongeveer $ 450 miljoen verlaagd, waardoor de totale schuld op ongeveer $ 1,46 miljard uitkomt, aldus het bedrijf. 
Op 24 februari 2021, slechts één dag nadat het bedrijf faillissement had aangevraagd volgens Hoofdstuk 11, maakte het bedrijf bekend dat het zijn financiële herstructurering succesvol had afgerond. Daarmee was een versnelde, kant-en-klare reorganisatie van één dag afgerond en was het bedrijf goed gepositioneerd voor groei op de lange termijn. Als onderdeel van de herstructurering ontving Belk $ 225 miljoen aan nieuw kapitaal en werd de schuld met ongeveer $ 450 miljoen verlaagd en werden de looptijden van alle termijnleningen verlengd tot juli 2025. Het plan kreeg vrijwel unanieme steun van bestaande kredietverstrekkers, leveranciers en verhuurders. 

### Nieuwe groei
In mei 2023 werd gemeld dat Belk een nieuwe winkelformule zou uitbreiden: Belk Outlet. Er waren op dat moment 16 vestigingen, waarvan er 10 onlangs waren geopend. 

## Sponsoring
In december 2010 maakte Belk bekend dat het de hoofdsponsor zou worden van de voormalige Meineke Car Care Bowl (gespeeld in Charlotte), dat vanaf 2011 de naam Belk Bowl kreeg. De sponsoring zou drie jaar duren. Op 18 juli 2013 kondigde Belk een verlenging van zes jaar aan van het bowl-partnerschap met de Atlantic Coast Conference (ACC), ingaande in 2014. Volgens de overeenkomst deden teams uit de ACC en de Southeastern Conference (SEC) mee aan de bowl. Op 20 november 2019 maakte Belk bekend dat het niet langer de hoofdsponsor zou zijn voor de bowl-game na 2019.  In totaal was Belk hoofdsponsor voor negen edities van de bowl (2011-2019). 

## Vlaggenschipwinkels

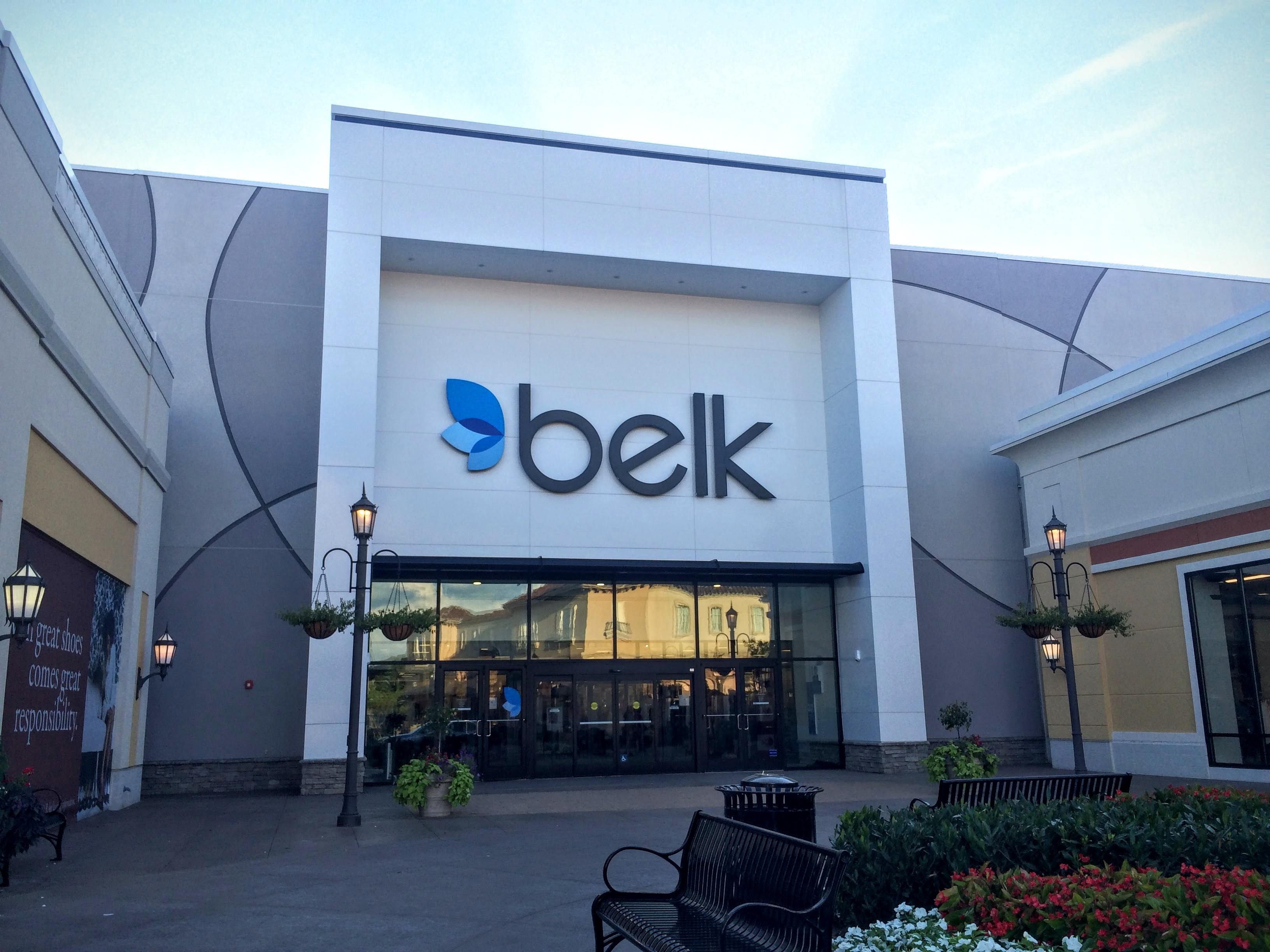
De vlaggenschipwinkel in het Bridge Street Town Centre in Huntsville, Alabama

De keten heeft meerdere 'vlaggenschip'-locaties – grotere locaties in stedelijke en grootstedelijke centra, die een uitgebreider assortiment hebben en meer diensten aanbieden. In 2014 had de keten 18 vlaggenschipwinkels en waren er plannen om meerdere locaties te moderniseren.
- De SouthPark Mall in Charlotte, North Carolina, herbergt de grootste winkel van de keten, met een oppervlakte van meer dan 31.253 m²  De winkel werd in 1970 gebouwd als een van de oorspronkelijke hoofdwinkels van het winkelcentrum. Het winkelcentrum is mede ontwikkeld door de families Belk en Ivey.
- Het Riverchase Galleria in Hoover, Alabama, herbergt een vlaggenschipwinkel die officieel is geworden na een recente renovatie die het op gelijke hoogte brengt met het rivaliserende winkelcentrum, The Summit.
- The Summit in Birmingham, Alabama, herbergt een vlaggenschipwinkel die in 1997 werd gebouwd als vestiging van Parisian en een van de oorspronkelijke trekpleisters van het lifestylecentrum. Op 25 april 2007 werd aangekondigd dat het filiaal zou worden omgebouwd tot een vlaggenschip van Belk. Dit zou  in september 2007 zijn afgerond.
- ....Crabtree Valley Mall in Raleigh, North Carolina, waar Hudson Belk een uitgebreid 236,000-square-foot (21,900 bouwde   winkel in 1972 (later uitgebreid tot 305,000 square feet (28,300 m   in 2007, met aparte locaties voor herenkleding en cosmeticabalies in het winkelcentrum) in de hightech Research Triangle in North Carolina.
- Columbiana Centre in Columbia, South Carolina, is de thuisbasis van een van de vlaggenschipwinkels van Belk, waar Belk uitbreidde naar de voormalige Sears- hoofdlocatie 50,000-square-foot (4,600 aan ruimte toevoegde.   aan de reeds ruim 150,000-square-foot (14,000 m   winkel in 2015, met een aparte locatie voor de herenkledingafdeling in een van de grootste winkelcentra van South Carolina. [1]
- The Shoppes at Bel Air in Mobile, Alabama, werd in september 2016 geopend en is een winkel 237,000-square-foot (22,000 m   die een voormalige Sears verving. Om dat te realiseren, sloot Belk twee winkels die tegenover elkaar lagen: de voormalige Parijse winkel in het winkelcentrum en de voormalige McRae's aan de overkant van de straat in het voormalige Springdale Mall .